# Mauvaise Graine (film, 2015)
Pour les articles homonymes, voir Mauvaise Graine.
Pour plus de détails, voir Fiche technique et Distribution.
Mauvaise Graine (Non essere cattivo) est un film dramatique italien réalisé par Claudio Caligari et sorti en 2015.
Le film est sélectionné comme entrée italienne pour l'Oscar du meilleur film en langue étrangère à la 88e cérémonie des Oscars qui s'est déroulée en 2016.

## Synopsis
1995 Ostia. Vittorio et Cesare, deux jeunes de la région romaine, se connaissent depuis l'enfance et ont une relation fraternelle. Accompagnés de leurs connaissances, ils se livrent à diverses activités illégales comme la vente et la consommation de produits stupéfiants, refusant la vie d'ouvrier. À travers leur consommation ils cherchent à fuir les problèmes de la vie, en particulier Cesare qui vit avec sa mère et sa nièce Debora atteinte du SIDA, dont la mère, aussi atteinte, est décédée.
Un soir Vittorio, après avoir consommé une quantité importante de drogues, a une série d'hallucinations qui le pousse à changer de vie, à trouver un travail sur un chantier et à inciter Cesare à faire de même. Le  nouveau style de vie commence à prendre forme, malgré de difficultés (rechute dans la drogue à la suite du décès de la petite Debora) mais finalement les deux amis semblent réussir à avoir une existence normale : Cesare se met avec Viviana, une ex de Vittorio, et Vittorio avec Linda et son fils Tommaso.
Cependant Cesare ne réussit pas à oublier complètement sa vie passée et meurt à la suite d'un braquage. Un an après Vittorio rencontre Viviana et son fils, qui porte le nom de son père Cesare.

## Distribution
- Luca Marinelli : Cesare
- Alessandro Borghi : Vittorio
- Roberta Mattei : Linda
- Silvia D'Amico : Viviana
- Alessandro Bernardini : Brutto
- Valentino Campitelli : Grasso
- Danilo Cappanelli : Lungo
- Manuel Rulli : Corto
- Emanuela Fanelli : Smandrappata
- Giulia Greco : Smandrappata
- Claudia Ianniello : Smandrappata
- Elisabetta De Vito : Madre di Cesare
- Alice Clementi : Debora
- Emanuele Grazioli : Lenzetta
- Luciano Miele : Mario
- Stefano Focone : Samanta
- Massimo De Santis : Prete
- Andrea Oriano : Tommasino
- Alex Cellentani : Padrone del bar
- Alessia Cardarelli : Cassiera